# Los Indios estaban cabreros
"Los Indios estaban cabreros" es una obra teatral escrita por Agustín Cuzzani. Trata acerca de la historia del descubrimiento de Europa, es decir, es la historia al revés. En esta obra los americanos provenientes de México descubren a Europa donde encuentran ciertas costumbres parecidas a las de ellos. Los protagonistas son Teuche, Tonatio y El Príncipe Tupa.
En 2008 La familia de Agustín Cuzzani denunció a Federico Andahazi autor de "El conquistador" por supuesto plagio de esa obra.
- Datos: Q5979830